# Solenoptera fraudulenta
Solenoptera fraudulenta är en skalbaggsart som beskrevs av Maria Helena M. Galileo och Martins 1993. Solenoptera fraudulenta ingår i släktet Solenoptera och familjen långhorningar.
Artens utbredningsområde är Kuba. Inga underarter finns listade i Catalogue of Life.